# Les Tourreilles
Tourreilles – miejscowość i gmina we Francji, w regionie Oksytania, w departamencie Górna Garonna.
Według danych na rok 1990 gminę zamieszkiwało 305 osób, a gęstość zaludnienia wynosiła 25 osób/km² (wśród 3020 gmin regionu Midi-Pireneje Tourreilles plasuje się na 762. miejscu pod względem liczby ludności, natomiast pod względem powierzchni na miejscu 938.).